# پدر (فیلم ۲۰۰۹)
پدر (هندی: पा) فیلمی در ژانر درام است که در سال ۲۰۰۹ منتشر شد. از بازیگران آن می‌توان به آمیتاب باچان، آبیشک باچان، ویدیا بالان، پارش راوال و جایا باچان اشاره کرد.